# Bulbine alveolata
Bulbine alveolata är en grästrädsväxtart som beskrevs av Steven A. Hammer. Bulbine alveolata ingår i släktet bulbiner, och familjen grästrädsväxter. Inga underarter finns listade i Catalogue of Life.